# ЛКИ (команда «Что? Где? Когда?»)
ЛКИ — команда по игре в спортивный вариант телеигры «Что? Где? Когда?» из Москвы. Чемпион мира 2013 года, серебряный призёр чемпионата мира 2010 года, бронзовый призёр чемпионата мира 2012 года.
Команда была образована в 2003 году Андреем Ленским и Вероникой Ромашовой под названием «Игромания». В 2005 году была переименована в «ЛКИ-Игромания», а в 2006 году получила своё нынешнее название, данное в честь детища Андрея — журнала «Лучшие компьютерные игры». В 2015 году команда прекратила существование.

## Достижения
Неоднократные победители и призёры ряда фестивалей.
1-е места на турнирах:
- «Псковские снетки» (2012),
- Открытый кубок Реутова (2012),
- X Открытый Кубок Зеленограда (2010),
- «Славянка-2009»,
- Открытый чемпионат Смоленска (2009 и 2007),
- «Белые ночи» (2008),
- «Благородный Дон» (2008),
- «Пермский период» (2008),
- Кубок 50-летия Зеленограда (2008),
- IV ОВСЧ (2007),
- «Неспростая весна» (2007 и 2003),
- «Симбирск Опен» (Ульяновск, 2006),
- «Самариум» (Самара, 2006),
- «Гостиный двор» (Калуга, 2005) и
- «Саратов-2005».

Разделили 1-2 места на турнирах «Ялиарзи кобук» (2006) и «Вешние воды» (Орел, 2009).

2-е места на турнирах:
- «Высшая лига Москвы» (2009),
- МГИМО Опен (Москва, 2009),
- Фестиваль памяти Сергея Некрасова (Курск, 2009),
- IX Открытый Кубок Зеленограда (2009),
- V ОВСЧ (2008),
- «Весна в ЛЭТИ» (2008 и 2006),
- VII Открытый Кубок Зеленограда (2007),
- «Саратов-2007»,
- Кубок Мордовии (2005),
- «Неспростая весна» (2005),
- I ОВСЧ (2004).

3-е места на турнирах:
- VI ОВСЧ (2009),
- «Весна в ЛЭТИ» (2009),
- VIII Открытый Кубок Зеленограда (2008),
- «Высшая лига Москвы» (2007),
- «Кубок Метрополии» (2007),
- «Неспростая Зима» (2006 и 2004),
- Открытый кубок России (2005).

Чемпионы Москвы по брейн-рингу (2006).